# Zgrada Zavičajnog muzeja u Imotskom
Zgrada Zavičajnog muzeja je zgrada u Imotskome.

## Povijest
Djelo arhitekta Augusta Thare. Zgrada Zavičajnog muzeja u Imotskom dio je kompleksa Režije duhana, čija je gradnja počela 1888. a završena je izgradnjom ove zgrade. Služila je kao dnevna bolnica i menza za radnike koji su radili u Duhanskoj stanici. Kompleks je bio među 5 najvećih kompleksa takve vrste u Austro-Ugarskoj.
Nakon preuređenja zgrade blagavaonice 2004.g., u nju je useljen zavičajni muzej. Zgrada je visoka prizemnica s podrumom i visokim potkrovljem, projektirana s tlocrtom u obliku križa. Građena je od pravilnih klesanaca, s većim prozorima s nadvojima od opeke. Po sredini južnog pročelja je glavni ulaz te drveni trijem natkriven dvostrešnim krovom. U prizemlju je muzejski postav podijeljen u tri cjeline: arheološka, kulturno-povijesna i etnografska zbirka. U potkrovlju je galerijski prostor te uredske prostorije. Zgrada je natkrivena dvostrešnim krovom s pokrovom od utorenog crijepa.

## Zaštita
Pod oznakom Z-6500 zavedeno je kao nepokretno kulturno dobro - pojedinačno, profana graditeljska baština, pravna statusa zaštićena kulturnog dobra, klasificirano kao "arheološka baština".